# Жан Андре Делик
Жан Андре Делик (фр. Jean-André Deluc; Женева, 8. фебруар 1727 — Виндзор, 7. новембар 1817) је био швајцарски геолог и метеоролог.
Рођен је у Женеви као потомак породице која је емигрирала из италијанског града Луке и настанила се у Женеви у 15. веку.
Његов отац, Франсоа Делик, пружио му је изванредно школовање, нарочито из области математике и природних наука. По завршетку школовања, Жан Андре се почео бавити трговином, и ту је провео првих 46 година.
Током својих путовања и пар научних истраживања Алпа прикупио је заједно са својим братом Гијомом Антоаном Деликом, сјајну природњачку и минералошку колекцију, коју је касније увећао његов нећак Жан Андре Делик (1763—1847), који је такође писао о геологији.
У каснијем периоду свог живота ишао је на неколико путовања у Швајцарску, Француску, Холандију и Немачку. У Немачкој је провео шест година од 1798 до 1804; а након повратка отишао је у геолошки обилазак Енглеске. Када се нашао у Гетингену, на почетку немачке туре, примио је звање почасног професора филозофије и геологије на том универзитету; али никада није обављао дужности професора. Такође је био дописни члан Француске академије Наука (French Academy of Sciences), и члан неколико других научних асоцијација. Умро је у Виндзору 1817.

## Најзначајнији радови
- Теорија барометара и термометара (Theory of the barometers and the thermometers);
- Нове идеје у метеорологији (New ideas on meteorology);
- Писма краљици Енглеске о планинама и историји Земље, 1778-1780 (Letters with the Queen of England over the mountains and the history of the Earth, 1778-1780);
- Елементи геологије (Elements of geology);
- Геолошка путовања, 1810 (Geological voyages, 1810).